# Wolfgang Demtröder
Wolfgang Demtröder (Attendorn, 5 settembre 1931) è un fisico tedesco.
È autore di numerosi libri sulla spettroscopia laser e di una serie di quattro libri di fisica sperimentale. I suoi due libri dal titolo Laserspektroskopie e Laser Spectroscopy sono considerati i classici del settore. Dal 1970 fino 1999 è stato professore ordinario presso l'Università di tecnologia di Kaiserslautern. Inoltre gli è stato assegnato il premio Max Born nel 1994.